# Hot Fuss
Hot Fuss je debutové album americké skupiny The Killers, které vyšlo v roce 2004. Album se umístilo na prvním místě prodejnosti v Británii i Austrálii a celosvětově se jej prodalo přes 5 milionů kopií.
Album obsahuje i úspěšné singly jako Somebody Told Me nebo Mr. Brightside. Koncem roku 2005 vydali The Killers reedici tohoto alba, která obsahovala oproti původní verzi i takzvané B-singly.
Album patří do seznamu 1001 alb, které musíte slyšet než zemřete.

## Seznam písní
1. "Jenny Was a Friend of Mine" – 4:04
2. "Mr. Brightside"– 3:42 Videoklip
3. "Smile Like You Mean It"– 3:54 Videoklip
4. "Somebody Told Me" – 3:17 Videoklip
5. "All These Things That I've Done" – 5:01 Videoklip
6. "Andy, You're a Star" – 3:14
7. "On Top" – 4:18
8. "Change Your Mind" – 3:10
9. "Believe Me Natalie" – 5:06
10. "Midnight Show" – 4:02
11. "Everything Will Be Alright"– 5:45
12. "Glamorous Indie Rock & Roll" – 4:15

### Limitovaná edice v USA a Japonsku
1. "The Ballad of Michael Valentine" – 3:50
2. "Under the Gun" – 2:33

## Umístění ve světě
| Stát           | Umístění |
| -------------- | -------- |
| Austrálie      | 1        |
| Velká Británie | 1        |
| USA            | 7        |

| Prodejnost | Počet      |
| ---------- | ---------- |
| Celkem     | 5,000,000+ |